# ジョン・アシュクロフト
ジョン・デイヴィッド・アシュクロフト（英語：John David Ashcroft、1942年5月9日 - ）は、アメリカ合衆国の政治家。ジョージ・W・ブッシュ政権で第79代司法長官を務めた。同政権の2期目には参加せず、2005年以降はリージェント大学において教鞭を執っている。

## 経歴
1942年5月9日にイリノイ州シカゴに誕生する。1964年にイェール大学を卒業し、1967年にはシカゴ大学から法学博士号を得た。その後ミズーリ州知事などを経て2001年2月1日にジョージ・W・ブッシュ政権で司法長官に就任した。

## その他
アメリカ同時多発テロの後にテロ対策として「アメリカ愛国者法」などを積極的に推進したため、マイケル・ムーアの映画である「華氏911」やリベラル派から強い非難を招いた。